# Marc Vallot
Marc Vallot (Ougrée, 24 mei 1962 – Luik, 26 februari 2001) behoorde tot een groep van verschillende getalenteerde Belgische -78kg judoka tijdens de jaren 1980 en vroege jaren 1990. Toch werd hij wellicht meer bekend door zijn huwelijk met de legendarisch 6-voudig dameswereldkampioene judo Ingrid Berghmans.

## Jeugd
Vallot werd geboren in Wallonië in België. Zijn eerste stappen in het judo maakte hij in Ougrée nabij Seraing in de provincie Luik. Zijn originele judoleraar was Roger Detaille.

## Loopbaan
Vallot liet zich reeds op jeugdige leeftijd opmerken als een beloftevolle judoka. Hij was technisch onderlegd en zijn signatuurtechniek was rechter Uchi-mata of binnendijworp. Vallot won een gouden medaille op de Open Zweedse 1986 en de Open van Zwitserland 1989. Tussen 1983–1989 werd hij zeven maal Belgisch kampioen in de klasse tot 78 kg, waarvan vijf maal bij de seniores. Zijn voornaamste rivalen waren Johan Boon, Carl De Crée, Stephan Himpe, Johan Laats, David Letor, en Eddy Van de Cauter, met wie hij, naargelang het tijdstip in zijn carrière, de -78 kg positie in de nationale ploeg alterneerde. Vallot was Belgisch Kampioen Alle Categorieën 1981 bij de juniores, en won ook een zilveren medaille in de Belgische Kampioenschappen Alle Categorieën 1988 bij de seniors, hetgeen aparte kampioenschappen waren die kort daarna werden afgeschaft. Met zijn thuisclub Neupré won hij tevens 3 Belgische kampioenschappen per ploeg.
Binnen de nationale ploeg zou hij worden opgevolgd door Johan Laats. Hierna zou Vallot zich gaan toeleggen op coachen en stichtte een nieuwe judoclub onder de naam Dōjō Liégois. 
Vallot was houder van een zwarte gordel 5de dan uitgereikt door de Ligue Francophone de Jūdō, de latere Fédération Francophone Belge de Jūdō en Waalse deelfederatie van de Koninklijke Belgische Judo Bond. 
In februari 2001 tijdens zijn terugkeer van het belangrijke Toernooi van Parijs werd hij getroffen door een hartstilstand. Hij werd gereanimeerd en overgebracht naar Luik waar hij op 26 februari 2001 na een fatale hartaanval overleed op 38-jarige leeftijd.

## Privé
In 1990 huwde Vallot de legendarische meervoudig wereldkampioene judo bij de dames, Ingrid Berghmans. Volgens toenmalig nationaal coach, en latere Belgische senator, Jean-Marie Dedecker, startten de twee hun liefdesaffaire wanneer Berghmans zich nog in een relatie bevond met voormalig Olympisch Kampioen Robert Van De Walle. Hoewel Vallot en Berghmans technisch gezien elf jaar gehuwd waren, leefden beiden op het tijdstip van Vallot’s overlijden gescheiden, en was een procedure tot echtscheiding lopende. Vallot liet twee kinderen (Maxime en Manon) na uit zijn huwelijk met Berghmans.